# Talū Bāgh
Talū Bāgh (persiska: تلو باغ) är en ort i Iran.   Den ligger i provinsen Mazandaran, i den norra delen av landet, 170 km nordost om huvudstaden Teheran. Talū Bāgh ligger 41 meter över havet och antalet invånare är 957.
Terrängen runt Talū Bāgh är platt åt nordväst, men åt sydost är den kuperad. Runt Talū Bāgh är det ganska tätbefolkat, med 111 invånare per kvadratkilometer. Närmaste större samhälle är Sari, 4,5 km nordost om Talū Bāgh. I omgivningarna runt Talū Bāgh växer i huvudsak blandskog.